# Służba Handlowa Stanów Zjednoczonych
Służba Handlowa Stanów Zjednoczonych (United States Commercial Service), stanowi wyspecjalizowaną służbę promocji handlu Administracji Handlu Międzynarodowego (International Trade Administration) Departamentu Handlu USA (US Department of Commerce), wspomaga firmy z USA w osiąganiu sukcesów na rynkach zagranicznych.

## Chronologia
- 1897 – zapowiedź utworzenia Służby Handlowej Stanów Zjednoczonych (US Commercial Service) z chwilą utworzenia przez Departament Stanu USA Biura Handlu Zagranicznego.
- 1911 – utworzenie w Departamencie Handlu i Pracy Biura Handlu Zagranicznego i Krajowego (Bureau of Foreign and Domestic Commerce) poprzednika Administracji Handlu Międzynarodowego (International Trade Administration).
- 1927 – powołanie Służby Handlowej Stanów Zjednoczonych (US Commercial Service).
- 1939 – prezydent Franklin Delano Roosevelt znosi Biura Handlu Zagranicznego i Krajowego (Bureau of Foreign and Domestic Commerce) jego pracowników przekazując do Departamentu Stanu (Department of State).
- 1980 – utworzenie Zagranicznej Służby Handlowej (Foreign Commercial Service) w Departamencie Handlu (Department of Commerce).
- 1981 – zmiana nazwy na Amerykańską i Zagraniczną Służbę Handlową (U.S. & Foreign Commercial Service).
- 1992 – tworzenie Centrów Amerykańskiego Biznesu (American Business Centers) w Rosji i krajach Wspólnoty Niepodległych Państw.
- 1994 – tworzenie krajowych Centrów Wspomaganie Eksportu (US Export Assistance Centers); obecnie istnieje ich 106.
- 1994 – tworzenie zagranicznych centrów handlowych (Commercial Centers) – w São Paulo, Dżakarcie, Szanghaju i Johannesburgu; obecnie funkcjonują w około 80 krajach.
- 1995 – reorganizacja struktury wewnętrznej w ramach której powołano 18 zespołów globalnych.